# Gábor Pintér
Gábor Pintér (ur. 9 marca 1964 w Kunszentmárton) – węgierski duchowny katolicki, arcybiskup, nuncjusz apostolski w Nowej Zelandii, Palau, Mikronezji, Vanuatu, Samoa, Nauru, Kiribati, Fidżi, Wyspach Cooka i Wyspach Marshalla. 

## Życiorys
11 czerwca 1988 otrzymał święcenia kapłańskie i został inkardynowany do diecezji Vác. W 1994 rozpoczął przygotowanie do służby dyplomatycznej na Papieskiej Akademii Kościelnej.
13 maja 2016 papież Franciszek mianował go nuncjuszem apostolskim na Białorusi oraz arcybiskupem tytularnym Velebusdus. Sakry biskupiej udzielił mu 15 lipca 2016 Sekretarz Stanu – kardynał Pietro Parolin.
12 listopada 2019 został przeniesiony do nuncjatury apostolskiej w Hondurasie.
27 lipca 2024 został mianowany przez papieża Franciszka nuncjuszem apostolskim w Nowej Zelandii. 29 sierpnia 2024 został dodatkowo akredytowany nuncjuszem apostolskim na Fidżi. 
14 stycznia 2025 papież Franciszek  mianował go również  nuncjuszem apostolskim w Palau, Mikronezji i Vanuatu. Dodatkowo 12 kwietnia tego samego roku został mianowany nuncjuszem apostolskim na Wyspach Cooka, Kiribati, Wyspach Marshalla, Samoa i Nauru. 